# شون ماهر
شون ماهر (بالإنجليزية: Sean Maher)‏ هو كاتب سيناريو وممثل أمريكي، ولد في 16 أبريل 1975 ببليسانتفيل في الولايات المتحدة.

## وصلات خارجية
- شون ماهر على موقع IMDb (الإنجليزية)
- شون ماهر على موقع ألو سيني (الفرنسية)
- شون ماهر على موقع أول موفي (الإنجليزية)
- شون ماهر على موقع قاعدة بيانات الأفلام السويدية (السويدية)
- شون ماهر على موقع إن إن دي بي (الإنجليزية)
- شون ماهر على موقع قاعدة بيانات الفيلم (الإنجليزية)
- شون ماهر على موقع كينوبويسك (الروسية)